# TestFlight
TestFlight est un service en ligne pour l'installation et le test en direct des applications mobiles, actuellement détenu par Apple Inc et uniquement proposé aux développeurs dans le cadre du programme pour développeurs iOS,,. Les développeurs s'inscrivent au service pour distribuer les applications aux bêta-testeurs internes ou externes, qui peuvent ensuite envoyer des commentaires sur l'application aux développeurs,,. Le SDK TestFlight permet en outre aux développeurs de recevoir des journaux à distance, des rapports de plantage et des commentaires de testeurs.
TestFlight prenait initialement en charge le test d'applications Android et iOS, mais depuis mars 2014, Apple a arrêté la prise en charge d'Android,. Depuis 2015, les applications doivent être publiées pour TestFlight à l'aide de Xcode. Après invitation, jusqu'à 25 testeurs internes (avec jusqu'à 10 appareils chacun) et 10 000 bêta-testeurs externes peuvent télécharger et tester la version de l'application. Jusqu'à 100 applications peuvent être testées à la fois, en interne ou en externe. Les testeurs peuvent être groupés et des versions distinctes créées pour chaque groupe. L'application TestFlight pour iOS avertit les testeurs lorsque de nouvelles versions sont disponibles, les fonctionnalités sur lesquelles se concentrer et permet l'envoi de commentaires.

## Histoire
TestFlight a été fondée par Benjamin Satterfield et Trystan Kosmynka le 23 décembre 2010 et a été conçue comme une plateforme unique pour tester les applications mobiles sur les appareils Android et iOS,. Il a été acquis par Burstly en mars 2012 et a ainsi gagné les ressources nécessaires pour lancer TestFlight Live . TestFlight Live permettait aux développeurs de voir les taux d'installation, les taux d'achat et d'autres données de monétisation des versions finales de l'application, même après la fin des tests bêta.
En 2011, Burstly a levé 7,3 millions de dollars auprès d'Upfront Ventures, de Rincon Venture Partners, de Softbank Capital et d'autres. Apple Inc. a acquis Burstly en février 2014 et a mis fin à la prise en charge d'Android en mars 2014 . Apple a également fermé FlightPath (une solution d'analyse mobile et un remplacement de TestFlight Live) et SkyRocket (une plate-forme de monétisation d'applications mobiles) le même mois.